# Kenneth Harker
Kenneth Harker (geboren am 2. April 1927 in Darlington, County Durham; gestorben im April 2003 in Redcar and Cleveland) war ein britischer Science-Fiction-Autor.

## Leben
Harker war der Sohn des Stationsvorstehers John William Harker und von Ella, geborene Pallister. Er studierte Physik an der University of Durham und diente 1947 bis 1949 als Radarspezialist im Corps of Royal Electrical and Mechanical Engineers der britischen Armee. Danach arbeitete er bis 1951 für das Ministry of Supply, bis 1955 für die British Ceramic Research Association, dann bis 1962  als Ingenieur für Imperial Chemical Industries. Von 1962 bis 1966 versuchte er, sich als freier Schriftsteller zu etablieren, fand aber die Einkünfte ungenügend. Danach arbeitete er für Newalls Insulation als Techniker für Schall- und Wärmedämmung.
Harker hatte Anfang der 1960er Jahre schon Kriminal- und Fantasy-Geschichten veröffentlicht. 1966 erschien eine erste SF-Kurzgeschichte Coq in Michael Moorcocks Magazin New Worlds und im gleichen Jahr der Roman The Symmetrians, bei der in einer postapokalyptischen Welt ein Kult der „absoluten Symmetrie“ zur Religion wird. Harkers zweiter Roman The Flowers of February (1970) erschien unter dem Titel Die Sonne wird kälter auch in deutscher Übersetzung.

## Bibliographie
Romane
- The Symmetrians (1966)
- The Flowers of February (1970)
  - Deutsch: Die Sonne wird kälter. Übersetzt von Hans-Ulrich Nichau. Goldmanns Weltraum Taschenbücher #0129, 1971, ISBN 3-442-23129-9.

Kurzgeschichten
- Colossus of Roads (1961)
- Cog (1966)
- Sadim's Touch (1976)
- Sport of the Oak (1977)
- The Man from Car (1989)
- The Damocles Harp (1995)